# 佐藤和子
佐藤 和子（さとう かずこ、1957年8月12日 - ）は、日本の元女子バスケットボール選手である。大阪府出身。
全日本メンバーとして1979年の世界選手権に出場した。